# Marafios
Los marafios (en griego antiguo: Μαράφιοι, romanizado: Maráfoi, en latín: Maraphii) formaban una de las tres tribus más importantes en que se dividían los iranios, según Heródoto, y dominaban junto a los maspios  y los pasargadas a las demás tribus persas.